# Movida madrilenya
La movida (moguda en català, amb un sentit més informal de 'moviment') va ser un fenomen social, cultural i lúdic desenvolupat a Madrid entre 1977 a 1984, amb el seu punt àlgid entre 1981 i 1982, en què un grup d'artistes liberals i excèntrics amb ganes de canviar tot el panorama artístic que fins llavors hi havia hagut a Espanya creen un moviment que destacava per ser un moviment divertit i frívol, que pretenia trencar amb l'anterior època franquista i la censura.
Els estàndards del moviment van ser: “La edad de oro”, el programa televisiu de Televisión Española realitzat per Paloma Chamorro, “La Luna”, la publicació dirigida per Borja Casani que va ser el portaveu periodístic de la Movida. En el cine Pedro Almodóvar amb Pepi, Luci, Bom y otras chicas del montón, on Alaska interpretava a “Bom”, el dibuixant Ceesepe, el fotògraf Pérez-Mínguez i el compositor Carlos Berlanga juntament amb Nacho Canut per la creació dels diferents temes del grup punk Alaska y los pegamoides i per acabar, la parella de pintors Costus.